# Борута
Борута (итал. Borutta) је насеље у Италији у округу Сасари, региону Сардинија.
Према процени из 2011. у насељу је живело 273 становника. Насеље се налази на надморској висини од 484 м.

## Становништво
| 1931. | 1936. | 1951. | 1961. | 1971. | 1981. | 1991. | 2001. | 2011. |
| ----- | ----- | ----- | ----- | ----- | ----- | ----- | ----- | ----- |
| 655   | 675   | 649   | 563   | 519   | 446   | 377   | 318   | 285   |